# Stazione di Huelva-Término
La stazione di Huelva-Término (in spagnolo Estación de Huelva-Término) era una stazione ferroviaria di Huelva, Spagna. È stato in servizio tra il 1888 e il 2018

## Architettura e caratteristiche
Il progetto della stazione fu opera dell'ingegnere Jaime Font, con il supporto di Pedro Soto.
Si tratta di un edificio con composizione simmetrica di tre corpi: il corpo centrale è a un piano, con tetto a due falde su capriate, mentre i corpi laterali sono a due piani. I piani superiori erano destinati ad abitazioni. È costruito in mattoni a vista e dalle forme molto raffinate. La finitura superiore dell'edificio è realizzata con merli califfali e frontoni centrali in stile neo-mudéjar. Lo occolo è fatto di granito.